# Paris Las Vegas
Paris Las Vegas è un hotel e casinò situato sulla Las Vegas Strip a Paradise (Nevada), negli Stati Uniti d'America di proprietà della Caesars Entertainment Corporation. È stato inaugurato il 1º settembre 1999.
Il tema del resort è la città di Parigi e include una replica della Tour Eiffel di 165 metri (la metà dell'originale) e una riproduzione dell'Arco di Trionfo.
La facciata frontale del casinò riproduce l'Opéra Garnier e il Louvre.
L'albergo ha 2915 stanze e il casinó si estende per 8000 metri quadrati circa.

## Storia
Il sito di Paris Las Vegas era originariamente occupato dal Galaxy Motel e da un piccolo centro commerciale; quest'ultimo includeva il casinò Little Caesar's e un centro di sport autonomo noto come Churchill Downs. Bally Entertainment annunciò il progetto del resort al Paris il 16 maggio 1995. Inizialmente la costruzione doveva iniziare più tardi quell'anno, con l'apertura prevista per la fine del 1997. Sarebbe costruito su 9,7 ettari appena a sud del resort Bally's di Las Vegas.
Chanen Construction, con sede a Phoenix, è stata assunta come direttore dei lavori. Tuttavia, la Hilton acquisì la Bally Entertainment alla fine del 1996, e Chanen fu licenziata dal progetto parigino durante il cambio di proprietà. La costruzione di Paris Las Vegas iniziò finalmente il 18 aprile 1997, con la Perini Building Company come appaltatore generale.

## Progetto
Paris Las Vegas è stata progettata dall'architetto Joel Bergman. La facciata a tema parigino lungo la Strip è stata creata da Keenan Hopkins Suder & Stowell Contractors Inc. Secondo Dave Suder, "Paris Las Vegas non doveva essere una vera ricreazione storica degli edifici reali di Parigi, in Francia. Tutto era stilizzato, dimensionato e proporzionato per adattarsi al progetto, ma i dettagli effettivi dell'opera sono molto dettagliati. Gli elementi scolpiti sono stati eseguiti con cura." La facciata include repliche dell'Arco di Trionfo (scala di due terzi). Il Louvre, il Teatro dell'Opera di Parigi e il Museo d'Orsay. I progettisti si sono recati in Francia per studiare questi punti di riferimento.
La replica a mezza scala della Torre Eiffel del resort è alta a 160 m, con un ponte di osservazione a 140 m, in grado di ospitare fino a 96 persone. La torre comprende anche un ristorante, situato a 11 piani fuori terra. Le basi della torre misurano 2,5 m² alla base e tre di esse poggiano sul pavimento del casinò. All'apertura del resort, le tre basi interne contenevano rispettivamente un centro di sport, un'area ospitante del casinò e un bar. La quarta tappa si trova all'esterno del resort lungo la Strip e inizialmente fungeva da biglietteria per gli ospiti che visitavano il ponte di osservazione.

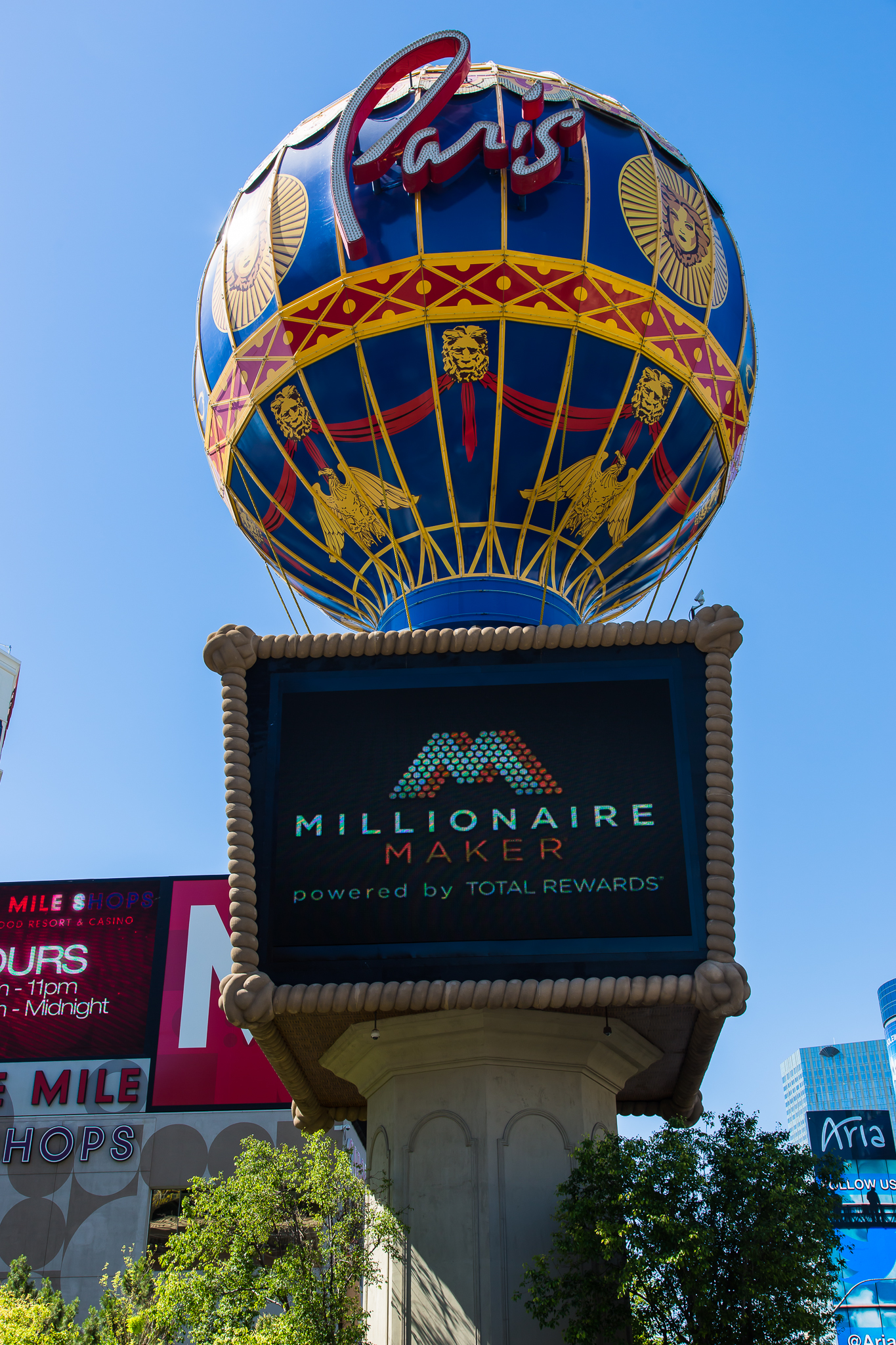
pallone Montgolfier

Bergman consultò i progetti di Gustave Eiffel per la Torre Eiffel originale. La sua azienda ha creato il design architettonico della replica, mentre il design strutturale proveniva dalla Martin & Peltyn con sede a Las Vegas. È stato costruito da Schuff Steel, con sede a Phoenix, utilizzando 5.000 tonnellate di acciaio.
Il design degli interni degli spazi pubblici del resort è stato curato da Yates-Silverman, con l'assistenza di Kovacs & Associates di Chicago. L'interno è stato ispirato dalla scena stradale parigina degli anni '20, e comprende ristoranti e negozi situati in una ricostruzione del quartiere dello shopping di Rue de la Paix. Il piano del casinò presenta anche una replica del ponte Pont Alexandre III.
L'insegna principale del resort lungo la Strip raffigura una mongolfiera Montgolfier, con un diametro di 23 m. L'insegna da 6 milioni di dollari, alta 46 metri, è stata progettata da Bergman e costruita dalla Federal Signs con sede a Las Vegas.

## Caratteristiche
Paris Las Vegas comprende un casinò di 8.850,2 m2. Per aumentare il traffico pedonale, nel 2003 è stato aggiunto un nuovo ingresso lungo la Strip. Il progetto includeva una nuova lounge e una discoteca conosciuta come Risqué, che ha chiuso nel 2010. Lo Chateau Nightclub and Gardens fu aperto l'anno successivo con 4.200 m di spazio, comprese le aree esterne con vista sulla Strip.
La torre originale dell'hotel è di 34 piani e comprende 2.916 camere. Nel 2019 era in corso una ristrutturazione dell'hotel da 87 milioni di dollari, che copriva 1.600 camere.

### Ristoranti
Paris Las Vegas ha aperto anche 10 ristoranti, 7 dei quali servivano cibo francese. Altre scelte includevano cibo cinese, italiano e mediterraneo.
Tra i ristoranti originali c'era Tres Jazz di proprietà dell'uomo d'affari Robert L. Johnson. Era il quarto di una catena di ristoranti di proprietà del suo canale televisivo BET. Il ristorante comprendeva musica jazz dal vivo e una televisione che trasmetteva la rete BET on Jazz. Con Tres Jazz, Johnson divenne la prima persona di colore a possedere un ristorante all'interno di un resort sullo Strip. BET è stata venduta nel 2001 e Johnson ha annunciato l'intenzione di acquistare Tres Jazz dalla rete insieme a due partner.
L'apertura del resort, ha ospitato anche Mon Ami Gabi, parte di una catena di bistrot francesi. Il ristorante della Torre Eiffel può ospitare 250 persone ed è stato a lungo supervisionato dallo chef francese Jean Joho.